# Godehard Brysch
Godehard Brysch (ur. 8 lipca 1948) – niemiecki lekkoatleta, średniodystansowiec. W czasie swojej kariery startował w barwach Republiki Federalnej Niemiec.
Zdobył brązowy medal w sztafecie 4 × 4 okrążenia (w składzie: Paul-Heinz Wellmann, Brysch, Dieter Friedrich i Bernd Epler) na halowych mistrzostwach Europy w 1971 w Sofii.
Był halowym mistrzem RFN w biegu na 800 metrów w 1971.
Startował w klubie LG Wuppertal.